# Bordone
Bordone en NB zijn historisch Italiaanse merken van transportvoertuigen en motorfietsen van dezelfde fabrikant.
De bedrijfsnaam was: Nicola Bordone, Milano.
Dit Italiaanse merk maakte vanaf 1935 gemotoriseerde bakfietsen met 250- en 500cc-motoren en asaandrijving. Daarnaast maakte men ook een zeer eigenzinnige constructie met liefst vijf wielen. Vanaf 1936 verbeterde Bordone de motoren en ging ook over op plaatframes. Toen hij in 1938 500cc-motorfietsen ging maken veranderde hij de merknaam in NB.
Dit is zeer waarschijnlijk hetzelfde merk dat door sommige bronnen als "Bardone" wordt aangeduid. Ook dat merk was gevestigd in Milaan en maakte in 1938 en 1939 500cc-motorfietsen.
De productie werd door de Tweede Wereldoorlog afgebroken. Van de eerste jaren na de oorlog is niets bekend, maar in 1957 kwam er een 600 cc-versie van de driewielige transportvoertuigen.